# Rima Margevičiūtė
Rima Margevičiūtė (Klaipėda, 13 maggio 1981) è un'ex cestista lituana.

## Carriera
Con la Lituania ha disputato i Campionati europei del 2005.